# Pégasus (groupe d'écoles)
Pour les articles homonymes, voir Pegasus.
Le réseau PEGASUS (en anglais : Partnership of a European Group of Aeronautics and Space UniversitieS) est un groupement d'écoles d'aéronautiques en Europe visant à faciliter les échanges d'étudiants et la recherche collaboratives entre les universités.

## Historique
Il a été créé en 1998,  à l'origine par le groupement des écoles aéronautiques françaises,.

## Universités membres
Le réseau regroupe 25 écoles dans 9 pays :
- Allemagne : Université technologique de Dresde, Université de technologie de Darmstadt, Université technique de Rhénanie-Westphalie à Aix-la-Chapelle, Université technique de Berlin, Université technique Carolo-Wilhelmina de Brunswick et Université de Stuttgart.
- Espagne : Universidad Politécnica de Madrid, Université de Séville et Université polytechnique de Valence.
- France : École de l'air, École nationale de l'aviation civile, École nationale supérieure de mécanique et d'aérotechnique de Poitiers, École Supérieure des Techniques Aéronautiques et de Construction Automobile, Institut supérieur de l'aéronautique et de l'espace et l'Institut supérieur de mécanique de Paris.
- Italie : École polytechnique de Milan, École polytechnique de Turin, Université de Naples « Frédéric II », Université de Rome « La Sapienza » et Université de Pise.
- Pays-Bas : Université technique de Delft.
- Portugal : Instituto Superior Técnico.
- République tchèque : Université technique de Prague.
- Royaume-Uni : Université de Cranfield, Université de Bristol et Université de Glasgow.
- Suède : Institut royal de technologie.